# ǂ
Cette page contient des caractères spéciaux ou non latins. S’ils s’affichent mal (▯, ?, etc.), consultez la page d’aide Unicode.
La lettre barre doublement rayé (capitale et minuscule ǂ), appelée clic palatal, clic alvéolo-palatal ou dans Unicode clic alvéolaire, est une lettre additionnelle de l’alphabet latin utilisée en juǀʼhoan, nǀu et taa. Elle est composée de la lettre barre ‹ ǀ › diacrité d’une double barre inscrite.

## Histoire
La barre doublement rayé est proposée par la Rhenish Mission Conference et Johann Georg Krönlein en 1856 comme alternative à la barre accent aigu ‹ ǀ́ › de l’Alphabet de Lepsius,.
Elle parfois inclinée parfois verticale, elle est toujours verticale dans l’alphabet phonétique international.

## Utilisation
Dans l’alphabet phonétique international, la lettre barre doublement rayé ‹ ǂ › est utilisée pour représenter l’articulation antérieure d’un clic alvéolo-palatal.

## Représentation informatique
Le clic alvéolaire possède la représentation Unicode suivante (Latin étendu B) :
| formes     | représentations | chaînes de caractères | points de code | descriptions                  |
| ---------- | --------------- | --------------------- | -------------- | ----------------------------- |
| unicaméral | ǂ               | ǂ                     | U+01C2         | lettre latine clic alvéolaire |